# Akt, 1925 (2)
Akt, 1925, také známý jako Torso, je černobílá fotografie pořízená americkým fotografem Edwardem Westonem v roce 1925. Je součástí série šesti fotografií aktů, které pořídil své modelce a milence Miriam Lernerové.

## Historie a popis
Weston se vrátil do Kalifornie z Mexika po tříletém pobytu v roce 1925. Čas strávený v Mexiku na něj měl velký vliv, zvláště v umělecké, kulturní a politické oblasti, protože se setkal s umělci jako Diego Rivera a Frida Kahlo a měl vztah s fotografkou Tinou Modottiovou. Usadil se v Kalifornii a setkal se s Miriam Lernerovou, která se brzy stala jeho modelkou a milenkou. Weston přiznal, že se po svém návratu z Mexika ocitl v „novém období ve svém přístupu a postoji k fotografii“. Velkou inspiraci si vzal ze svého vztahu s Lernerovou, zejména pro sérii šesti aktů, první důležité dílo, které vytvořil po svém návratu do Spojených států. Zmínil se, jak na něj zapůsobil „plný rozkvět Miriamina těla – citlivé a neustále stimulující“.
Jeho snímky jsou působivé a inovativní díky vysokému stupni oříznutí. Weston se rozhodl zaostřit na trup a ruce Lernerové, na rozdíl od své předchozí práce s modelkou Tinou Modottiovou, rovněž kolegyní fotografkou, která sestávala převážně z detailních portrétů a často zobrazovala její okolí. Westonovy snímky Lernerové se naopak zaměřují na fotografické výřezy, čímž diváka přibližují k modelce. V tomto případě mu osvětlení a zkroucená poloha nahého trupu dodává pocit pohybu a také zvláštní sochařskou kvalitu.
Weston se rozhodl pro tisk této fotografie použít palladium a ne platinu, přestože tehdy používal obě média. Použitím palladia umožnil nejen zobrazení lesklého povrchu, ale i větší škálu šedých středních tónů.

## Trh s uměním
Kopie této fotografie, o kterém bylo známo, že se nachází pouze v soukromé sbírce, byl 6. dubna 2017 prodán na aukci v Christie's za 871 500 amerických dolarů.

## Veřejné sbírky
Další tisky této fotografie jsou v Muzeu J. Paula Gettyho v Los Angeles, v Los Angeles County Museum of Art a ve speciálních sbírkách na Kalifornské univerzitě v Santa Cruz.